# Boppin'
Boppin' è un videogioco rompicapo ideato da Jennifer Diane Reitz e sviluppato da Accursed Toys. Pubblicato su Amiga da KarmaSoft, è stato in seguito convertito per MS-DOS e pubblicato da Apogee Software.

## Trama
I due protagonisti, Yeet e Boik, sono due "personaggi di videogiochi" che abitano in un universo parallelo chiamato Arcapaedia, creato e tenuto in vita dai sogni dei loro fan. La trama segue diverse sotto-storie, a seconda dell'episodio, riconducibili al fatto che degli orsetti, chiamati Hunnybunz, vuole eliminare i cattivi dai videogiochi. Il primo episodio della versione MS-DOS era distribuito in modalità shareware, mentre gli altri erano a pagamento; il quinto episodio permette di giocare ai livelli creati con l'editor interno, incluso con la versione registrata. Esistono finali diversi, visualizzati a seconda delle azioni eseguite durante i livelli.

### Lista degli episodi
- Bothersome Hunnybunz!
- Significant Other of Hunnybunz!
- Love Child of Hunnybunz!
- Hunnybunz Defrocked!
- Aleph-Zero Hunnybunz!

## Modalità di gioco
Lo scopo base di ogni livello è quello di lanciare dei blocchi (creati da un generatore) contro altri dello stesso tipo, che in questo modo esplodono. I blocchi vengono lanciati ad un angolo di 45 gradi, e possono essere fatti rimbalzare contro dei rifrattori. Se il blocco non colpisce un altro uguale, oppure esce dal livello, il giocatore perde una vita; esiste anche la possibilità che il blocco vada in un ciclo infinito di movimento: l'unica soluzione è quella di perdere volontariamente una vita. Inoltre, a seconda della forma che compongono dei gruppi di blocchi, si ottengono bonus aggiuntivi o si liberano dei mostri rapiti dagli Hunnybunz. Esiste anche una modalità a due giocatori: in questo caso appaiono due blocchi alla volta, e vince chi ottiene un punteggio maggiore.

## Versioni
La versione Amiga è dotata di soli 32 colori, contro i 256 della versione MS-DOS, e un numero inferiore di livelli; ha dalla sua una maggiore qualità dell'audio. Nel 2005 il gioco è stato pubblicato in modalità freeware per Windows XP; questa versione contiene la grafica, i livelli DOS e l'audio Amiga.

## Censura
Boppin' presenta scene di violenza grafica, annunciata nel manifesto presente all'inizio del gioco. Il titolo contiene rappresentazioni di suicidio e sangue: per questi motivi è stato parzialmente censurato. Alcune delle censure sono aggirabili tramite riga di comando.

## Riferimenti culturali
Il videogioco, essendo ambientato in un universo videoludico, contiene numerosi riferimenti a personaggi dei videogiochi, in particolare a Pac-Man, Bubble Bobble, The Legend of Zelda e Mario.